# Barai
Barai (nep. बर्रे) – gaun wikas samiti we wschodniej części Nepalu w strefie Sagarmatha w dystrykcie Udayapur. Według nepalskiego spisu powszechnego z 2001 roku liczył on 799 gospodarstw domowych i 4613 mieszkańców (2319 kobiet i 2294 mężczyzn).